# Sidi Errabia
Sidi Errabia è un comune dell'Algeria, situato nella provincia di Médéa.